# ねえ (荻野目洋子の曲)
「ねえ」は、荻野目洋子の23枚目のシングル。1991年12月16日にビクター音楽産業よりリリースされた。

## 解説
- プロデュースは月光恵亮。このシングルが第一弾で、この後もアルバム『流行歌手』『NUDIST』など1992年に発表した荻野目の作品全般をプロデュースしている。
- 荻野目自身も出演した「Victoria」CFイメージ・ソングとして、ヒットを飛ばした。
- オリコンチャートでは最高14位に留まったが、シングル売上が20万枚を超え、荻野目自身「ダンシング・ヒーロー (Eat You Up)」「六本木純情派」に次ぐ3番目のヒット曲となった。
- 麻丘めぐみが結婚により芸能界を一時引退する前後（1977年10月5日）にリリースされた「ねえ」とは完全に無関係である。

## 収録曲
1. ねえ
  - 作詞：みかみ麗緒/作曲：石川正/編曲：須貝幸生・神長弘一・井上龍仁
2. ささやかなレジスタンス
  - 作詞：朝野深雪/作曲：井上龍仁/編曲：須貝幸生・神長弘一・井上龍仁
3. ねえ （オリジナルカラオケ）
4. ささやかなレジスタンス （オリジナルカラオケ）